# 乾元元年胡人掠粵
乾元元年胡人掠粵，是指廣州在758年10月，受阿拉伯、波斯等外族攻擊劫掠的一場戰爭。

## 概述
乾元元年九月，在廣州的胡商乘唐朝陷入安史之亂，無暇顧及之機，聚眾攻打廣州城，廣州刺史韋利見勢不妙，棄城而逃，胡商占據廣州，廣州庫府、民舍被胡人劫掠一空，胡人掠奪廣州後逃入大海揚帆而去。九月癸巳（公元758年10月30日）唐廷得到廣州被胡人侵掠的消息，十月乙未（公元758年11月1日），唐廷命濮州刺史張方須出任廣州都督。